# Noors voetbalelftal in 2001
Het Noors voetbalelftal speelde in totaal elf interlands in het jaar 2001, waaronder zeven duels in de kwalificatiereeks voor de WK-eindronde in Japan en Zuid-Korea. De selectie stond onder leiding van bondscoach Nils Johan Semb. Op de FIFA-wereldranglijst zakte Noorwegen in 2001 van de 14de (januari 2001) naar de 26ste plaats (december 2001).

## Balans
| Wedstrijden | Wedstrijden | Wedstrijden | Wedstrijden | Doelpunten | Doelpunten | Doelpunten | Punten |
| Gespeeld    | Winst       | Gelijk      | Verlies     | Voor       | Tegen      | Saldo      | Punten |
| ----------- | ----------- | ----------- | ----------- | ---------- | ---------- | ---------- | ------ |
| 11          | 5           | 3           | 3           | 21         | 16         | +5         | 1.182  |

## Interlands
|                                                       |                                                           |       |                                       |                                                                                     |
| 24 januari Vriendschappelijk № 644 «onderlinge duels» | Noorwegen                                                 | 3 – 2 | Zuid-Korea                            | Hong Kong Stadium, Hongkong Toeschouwers: 22.936 Scheidsrechter: Anders Frisk (SWE) |
| 24 januari Vriendschappelijk № 644 «onderlinge duels» | Frode Johnsen 36' Thorstein Helstad 43' Frode Johnsen 69' |       | 25' (pen.) Ko Jong-Su 68' Kim Do-Hoon | Hong Kong Stadium, Hongkong Toeschouwers: 22.936 Scheidsrechter: Anders Frisk (SWE) |

|                                                        |               |                                                                               |           |                                                                             |
| 28 februari Vriendschappelijk № 645 «onderlinge duels» | Noord-Ierland | 0 – 4                                                                         | Noorwegen | Windsor Park, Belfast Toeschouwers: 7.502 Scheidsrechter: Kenny Clark (SCO) |
| 28 februari Vriendschappelijk № 645 «onderlinge duels» |               | 20' Thorstein Helstad 30' John Carew 37' Ståle Stensaas 49' Thorstein Helstad |           | Windsor Park, Belfast Toeschouwers: 7.502 Scheidsrechter: Kenny Clark (SCO) |

|                                                             |                                        |       |                                                                  |                                                                                 |
| 24 maart WK-kwalificatie № 646 «onderlinge duels» 16:00 uur | Noorwegen                              | 2 – 3 | Polen                                                            | Ullevaal Stadion, Oslo Toeschouwers: 15.077 Scheidsrechter: Stuart Dougal (SCO) |
| 24 maart WK-kwalificatie № 646 «onderlinge duels» 16:00 uur | John Carew 58' Ole Gunnar Solskjær 66' |       | 23' Emmanuel Olisadebe 29' Emmanuel Olisadebe 80' Bartosz Karwan | Ullevaal Stadion, Oslo Toeschouwers: 15.077 Scheidsrechter: Stuart Dougal (SCO) |

|                                                   |                                               |       |                         |                                                                                |
| 28 maart WK-kwalificatie № 647 «onderlinge duels» | Wit-Rusland                                   | 2 – 1 | Noorwegen               | Dinamostadion, Minsk Toeschouwers: 39.000 Scheidsrechter: Kyros Vassaras (GRE) |
| 28 maart WK-kwalificatie № 647 «onderlinge duels» | Alyaksandr Khatskevich 19' Raman Vasilyuk 90' |       | 68' Ole Gunnar Solskjær | Dinamostadion, Minsk Toeschouwers: 39.000 Scheidsrechter: Kyros Vassaras (GRE) |

|                                                     |                                               |       |                    |                                                                                |
| 25 april Vriendschappelijk № 648 «onderlinge duels» | Noorwegen                                     | 2 – 1 | Bulgarije          | Ullevaal Stadion, Oslo Toeschouwers: 6.211 Scheidsrechter: Jozef Kačenga (SVK) |
| 25 april Vriendschappelijk № 648 «onderlinge duels» | Øyvind Leonhardsen 75' Øyvind Leonhardsen 76' |       | 1' Mariyan Hristov | Ullevaal Stadion, Oslo Toeschouwers: 6.211 Scheidsrechter: Jozef Kačenga (SVK) |

|                                                 |          |       |           |                                                                              |
| 2 juni WK-kwalificatie № 649 «onderlinge duels» | Oekraïne | 0 – 0 | Noorwegen | NSK Olimpiejsky, Kiev Toeschouwers: 42.000 Scheidsrechter: Goran Marić (CRO) |
| 2 juni WK-kwalificatie № 649 «onderlinge duels» |          |       |           | NSK Olimpiejsky, Kiev Toeschouwers: 42.000 Scheidsrechter: Goran Marić (CRO) |

|                                                 |                |       |                           |                                                                                    |
| 6 juni WK-kwalificatie № 650 «onderlinge duels» | Noorwegen      | 1 – 1 | Wit-Rusland               | Ullevaal Stadion, Oslo Toeschouwers: 17.164 Scheidsrechter: Miroslav Radoman (YUG) |
| 6 juni WK-kwalificatie № 650 «onderlinge duels» | John Carew 81' |       | 24' Valyantsin Byalkevich | Ullevaal Stadion, Oslo Toeschouwers: 17.164 Scheidsrechter: Miroslav Radoman (YUG) |

|                                                        |                                |       |                 |                                                                                 |
| 15 augustus Vriendschappelijk № 651 «onderlinge duels» | Noorwegen                      | 1 – 1 | Turkije         | Ullevaal Stadion, Oslo Toeschouwers: 11.456 Scheidsrechter: Mikko Vuorela (FIN) |
| 15 augustus Vriendschappelijk № 651 «onderlinge duels» | Ole Gunnar Solskjær 74' (pen.) |       | 78' Hakan Şükür | Ullevaal Stadion, Oslo Toeschouwers: 11.456 Scheidsrechter: Mikko Vuorela (FIN) |

|                                                                |                                                                   |       |           |                                                                                  |
| 1 september WK-kwalificatie № 652 «onderlinge duels» 17:45 uur | Polen                                                             | 3 – 0 | Noorwegen | Stadion Śląski, Chorzów Toeschouwers: 40.000 Scheidsrechter: Miroslav Liba (CZE) |
| 1 september WK-kwalificatie № 652 «onderlinge duels» 17:45 uur | Paweł Kryszalowicz 45' Emmanuel Olisadebe 77' Marcin Żewłakow 87' |       |           | Stadion Śląski, Chorzów Toeschouwers: 40.000 Scheidsrechter: Miroslav Liba (CZE) |

|                                                      |                                                    |       |                                     |                                                                                  |
| 5 september WK-kwalificatie № 653 «onderlinge duels» | Noorwegen                                          | 3 – 2 | Wales                               | Ullevaal Stadion, Oslo Toeschouwers: 18.211 Scheidsrechter: Fritz Stuchlik (AUT) |
| 5 september WK-kwalificatie № 653 «onderlinge duels» | Ronny Johnsen 17' John Carew 64' Frode Johnsen 82' |       | 10' Robbie Savage 28' Craig Bellamy | Ullevaal Stadion, Oslo Toeschouwers: 18.211 Scheidsrechter: Fritz Stuchlik (AUT) |

|                                                    |                   |       |                                                                     |                                                                                          |
| 6 oktober WK-kwalificatie № 654 «onderlinge duels» | Armenië           | 1 – 4 | Noorwegen                                                           | Republican Stadium, Jerevan Toeschouwers: 9.000 Scheidsrechter: Andreas Schluchter (SUI) |
| 6 oktober WK-kwalificatie № 654 «onderlinge duels» | Hayk Hakobyan 72' |       | 49' Bård Borgersen 70' John Carew 81' Bård Borgersen 90' John Carew | Republican Stadium, Jerevan Toeschouwers: 9.000 Scheidsrechter: Andreas Schluchter (SUI) |

## FIFA-wereldranglijst
| JAN | FEB | MAR | APR | MEI | JUN | JUL | AUG | SEP | OKT | NOV | DEC |
| --- | --- | --- | --- | --- | --- | --- | --- | --- | --- | --- | --- |
| 14  | 14  | 14  | 16  | 17  | 19  | 21  | 21  | 23  | 22  | 25  | 26  |

## Statistieken
| Thomas Myhre          | 1973-10-16 | Beşiktaş          | 10 | 0 | 0 | 23 | 0  |
| Morten Bakke          | 1968-12-16 | Vålerenga IF      | 1  | 0 | 0 | 2  | 0  |
| Verdediging           |            |                   |    |   |   |    |    |
| Henning Berg          | 1969-09-01 | Blackburn Rovers  | 8  | 0 | 0 |    |    |
| Christer Basma        | 1972-08-01 | Rosenborg BK      | 7  | 0 | 0 |    |    |
| André Bergdølmo       | 1971-10-13 | Ajax Amsterdam    | 6  | 0 | 0 | 36 | 0  |
| Erik Hoftun           | 1969-03-03 | Rosenborg BK      | 4  | 0 | 0 |    |    |
| Vidar Riseth          | 1972-04-21 | TSV 1860 München  | 3  | 2 | 0 |    |    |
| Trond Andersen        | 1975-01-06 | Wimbledon FC      | 3  | 1 | 0 | 13 | 0  |
| John Arne Riise       | 1980-09-24 | Liverpool         | 3  | 1 | 0 | 11 | 1  |
| Ronny Johnsen         | 1969-06-10 | Manchester United | 3  | 0 | 1 |    |    |
| Ståle Stensaas        | 1971-07-07 | Rosenborg BK      | 3  | 0 | 1 | 3  | 1  |
| Dan Eggen             | 1970-01-13 | Deportivo Alavés  | 2  | 1 | 0 | 25 | 2  |
| Claus Lundekvam       | 1973-02-22 | Southampton FC    | 2  | 1 | 0 |    |    |
| Alexander Aas         | 1978-09-14 | Odd Grenland      | 1  | 1 | 0 | 2  | 0  |
| Alf-Inge Håland       | 1972-11-23 | Manchester City   | 1  | 0 | 0 | 34 | 0  |
| Pa-Modou Kah          | 1980-07-30 | Vålerenga IF      | 1  | 0 | 0 | 1  | 0  |
| Bård Borgersen        | 1972-05-20 | Aalborg BK        | 0  | 1 | 2 | 1  | 2  |
| Thomas Pereira        | 1973-06-12 | Viking Stavanger  | 0  | 1 | 0 | 1  | 0  |
| Middenveld            |            |                   |    |   |   |    |    |
| Petter Rudi           | 1973-09-17 | KSC Lokeren       | 5  | 1 | 0 |    |    |
| Roar Strand           | 1970-02-02 | Rosenborg BK      | 5  | 1 | 0 |    |    |
| Øyvind Leonhardsen    | 1970-08-17 | Tottenham Hotspur | 5  | 0 | 2 | 74 | 16 |
| Eirik Bakke           | 1977-09-13 | Leeds United      | 5  | 0 | 0 | 15 | 0  |
| Tommy Svindal Larsen  | 1973-08-11 | 1. FC Nürnberg    | 4  | 0 | 0 |    |    |
| Jan Derek Sørensen    | 1971-12-28 | Borussia Dortmund | 4  | 0 | 0 |    |    |
| Fredrik Winsnes       | 1975-12-28 | Rosenborg BK      | 3  | 1 | 0 |    |    |
| Jo Tessem             | 1972-02-28 | Southampton FC    | 3  | 0 | 0 |    |    |
| Bjarte Lunde Aarsheim | 1975-01-14 | Viking Stavanger  | 1  | 2 | 0 |    |    |
| Martin Andresen       | 1977-02-02 | Stabæk IF         | 1  | 0 | 0 | 1  | 0  |
| Dagfinn Enerly        | 1972-12-09 | Rosenborg BK      | 1  | 0 | 0 | 2  | 0  |
| Pål Strand            | 1976-03-09 | Lillestrøm SK     | 0  | 2 | 0 |    |    |
| Jonny Hanssen         | 1972-12-13 | Tromsø IL         | 0  | 1 | 0 |    |    |
| Magne Hoseth          | 1980-10-13 | Molde FK          | 0  | 1 | 0 | 1  | 0  |
| Alex Valencia         | 1979-09-22 | Brann Bergen      | 0  | 1 | 0 | 1  | 0  |
| Aanval                |            |                   |    |   |   |    |    |
| John Carew            | 1979-09-05 | Valencia CF       | 8  | 1 | 6 | 26 | 9  |
| Ole Gunnar Solskjær   | 1973-02-26 | Manchester United | 7  | 0 | 3 |    |    |
| Steffen Iversen       | 1976-11-10 | Tottenham Hotspur | 4  | 1 | 0 | 27 | 6  |
| Thorstein Helstad     | 1977-04-28 | Brann Bergen      | 3  | 2 | 3 | 9  | 5  |
| Frode Johnsen         | 1974-03-17 | Rosenborg BK      | 3  | 2 | 3 | 6  | 3  |
| Azar Karadaş          | 1981-08-09 | Brann Bergen      | 1  | 0 | 0 | 1  | 0  |
| Tore André Flo        | 1973-06-15 | Glasgow Rangers   | 0  | 5 | 0 |    |    |
| Morten Berre          | 1975-08-10 | FC St. Pauli      | 0  | 1 | 0 | 1  | 0  |
| Erik Nevland          | 1977-11-10 | Viking Stavanger  | 0  | 1 | 0 | 1  | 0  |
| Sigurd Rushfeldt      | 1972-12-11 | Austria Wien      | 0  | 1 | 0 |    |    |
| Tommy Øren            | 1980-05-10 | Sogndal Fotball   | 0  | 1 | 0 | 1  | 0  |